# Ivona Pavićević
Ivona Pavićević (* 21. April 1996 in Podgorica, Bundesrepublik Jugoslawien) ist eine montenegrinische Handballspielerin, die dem Kader der montenegrinischen Nationalmannschaft angehört.

## Karriere

### Im Verein
Ivona Pavićević begann das Handballspielen in der Jugendabteilung von ŽRK Budućnost Podgorica. Zwischen 2013 und 2015 lief sie für die Damenmannschaft von ŽRK Danilovgrad auf, mit der sie neben der höchsten montenegrinischen Spielklasse auch am Europapokal teilnahm. Anschließend kehrte die Außenspielerin zum ŽRK Budućnost Podgorica zurück. Mit ŽRK Budućnost Podgorica gewann sie in jeder Spielzeit das nationale Double aus Meisterschaft und Pokal. Zusätzlich stand sie in der Spielzeit 2015/16 und 2016/17 im Halbfinale der EHF Champions League.
Pavićević schloss sich im Sommer 2019 dem rumänischen Erstligisten CSM Corona Brașov an. Da der Verein seine Spielerinnen mit der intravenösen Lasertherapie behandeln ließ, einer von der WADA nicht erlaubten Behandlungsmethode, wurden sämtliche Spielerinnen ab November 2019 gesperrt. Die WADA verhängte eine Sperre von 16 Monate für Pavićević. Nachdem Pavićević im Dezember 2020 begnadigt wurde, unterschrieb sie einen Vertrag bei ŽRK Budućnost Podgorica. 2021, 2022, 2023, 2024 und 2025 gewann sie mit ŽRK Budućnost Podgorica die Meisterschaft sowie 2021, 2022, 2023, 2024 und 2025 den nationalen Pokal.
Pavićević wird ab der Saison 2025/26 beim rumänischen Erstligisten SCM Craiova unter Vertrag stehen.

### In Auswahlmannschaften
Ivona Pavićević lief sowie für die montenegrinische Jugendnationalmannschaft als auch für die Juniorinnennationalmannschaft auf. Mit diesen Auswahlmannschaften nahm sie an der U-17-Europameisterschaft 2013, an der U-18-Weltmeisterschaft 2014, an der U-19-Europameisterschaft 2015 und an der U-20-Weltmeisterschaft 2016 teil. Anschließend rückte sie in den Kader der montenegrinischen A-Nationalmannschaft auf. Ihre ersten beiden Turnierteilnahmen für Montenegro waren bei der Europameisterschaft 2016 und bei der Weltmeisterschaft 2017. Bei den Mittelmeerspielen 2018 erreichte sie mit dem zweiten Platz ihre erste Podiumsplatzierung mit der montenegrinischen Auswahl. Im selben Jahr gehörte sie dem montenegrinischen Aufgebot bei der Europameisterschaft an.
Pavićević wurde für die Weltmeisterschaft 2019 in das montenegrinische Aufgebot berufen, an der sie jedoch aufgrund ihrer Dopingsperre nicht teilnehmen durfte. Der nächste Wettkampf, an dem sie teilnahm, waren die Olympischen Spiele in Tokio. Pavićević stand bei vier Spielen im Spielprotokoll, wurde jedoch nicht eingesetzt. Anschließend nahm Pavićević an der Weltmeisterschaft 2021 teil, bei der sie mit 21 Treffern zu den torgefährlichsten Spielerinnen der montenegrinischen Auswahl gehörte. Bei der Europameisterschaft 2022 gewann sie mit Montenegro die Bronzemedaille. Zum Medaillengewinn steuerte Pavićević 22 Treffer bei. Bei der Weltmeisterschaft 2023, die sie mit Montenegro auf dem siebten Platz abschloss, erzielte sie 24 Treffer.